# Ярезьке родовище нафти
63°21′00″ пн. ш. 53°37′55″ сх. д. / 63.35° пн. ш. 53.632° сх. д.
Ярезьке родовище — родовище переважно в'язкої нафти, відкрите в 1932 році в центральній частині Республіки Комі на Тиманському кряжі за 25 кілометрів на південний захід від сучасного міста Ухта, відноситься до Тімано-Печорської нафтогазоносної провінції.
Поклад лежить на глибині 140—200 метрів у кварцових пісковиках потужністю 26 метрів.
Дослідна експлуатація свердловинами з поверхні розпочалася у 1935 році на двох ділянках площею 28,4 та 15,0 га. До 1945 року родовище розроблялося звичайним свердловинним методом, вилучено 38,5 тис. тонн.
Розміщення свердловин здійснювалося трикутною сіткою з відстанню між свердловинами від 75 до 100 м.
1937 року розпочато будівництво першої нафтової шахти, а з кінця 1939 року розпочато її експлуатацію. До 1972 року видобуто 7,4 млн тонн.
З 1972 року одним із шляхів підвищення нафтовіддачі пластів є широке впровадження термошахтної технології вилучення високов'язких нафт. Успішне застосування термошахтного способу на Ярезькому родовищі відкриває можливості підвищення ефективної розробки інших родовищ важких високов'язких нафт і бітумів.
Основною перевагою шахтного способу видобутку нафт є простота експлуатації нагнітальних і видобувних свердловин і максимальна наближеність горизонту гірничих виробок до нафтового пласту, що дозволяє найбільш повно використовувати його енергію.
Загальні підтверджені запаси Ярегського нафтового родовища становлять близько 318 мільйонів барелів (42,7 × 106 тонн), а видобуток зосереджений на 10 000 барелів на день (1600 м3/добу).
В даний час експлуатується компанією «Лукойл».